# Floris Herbaren van der Lede
Floris Herbaren van der Lede (Latijn; Florentius de Leda) (ca.1170 - ca.1207) was heer van der Lede van 1200 tot zijn dood.
Hij was een zoon van Herbaren I van der Lede en een dochter van Willem van Altena. Floris wordt genoemd in een charter van een Gelderse kroniek uit 1204, dat hij samen met zijn jongere broer Folpert (Walpertus) de heerschappij krijgt van een klein kasteel te Asperen. Ditzelfde kasteel werd tijdens de Loonse Oorlog vernietigd door Willem I van Holland. In 1207 ondertekent Floris een oorkonde tot overgave tezamen met Ada van Holland en Lodewijk II van Loon. Datzelfde jaar wordt Floris om het leven gebracht door huurlingen van de koning van Engeland en de graaf van Holland. 
Floris huwde omstreeks 1200 met Jacomijn van Schoonhoven, een dochter van Hugo Botter, heer van Schoonhoven, ze kregen samen vier zonen en een dochter:
- Herbaren II van der Lede
- Jan I van der Lede
- Floris van der Lede
- Willem van der Lede
- Onbekende dochter, huwde de heer van Malberg

Floris had ook een buitenechtelijke zoon, Samson van der Lede genaamd. Na het overlijden van Floris nam zijn broer Folpert tussen 1207 en 1212 het regentschap over het gebied van der Lede over.